# زولت كيريكس
زولت كيريكس (بالمجرية: Kerekes Zsolt)‏ هو متزلج فني مجري، ولد في 1972 في ميركورا تشيوك في رومانيا.

## وصلات خارجية
- الموقع الرسمي